# Montestrucq
Pour les articles homonymes, voir Montestrucq.

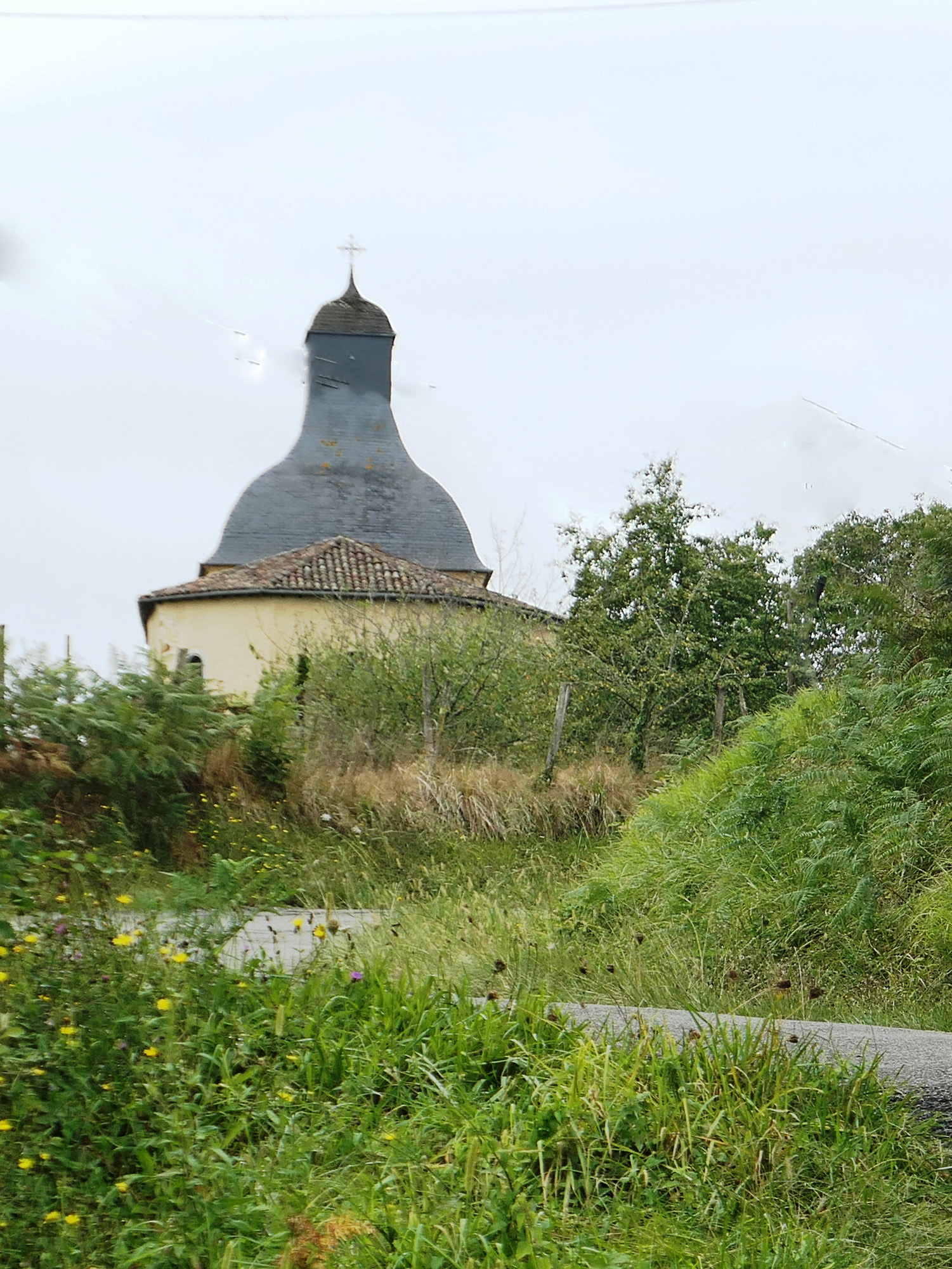
Vue du clocher de Montestrucq.

Montestrucq est une ancienne commune française du département des Pyrénées-Atlantiques. Le 20 juillet 1972, la commune fusionne avec Ozenx pour former la nouvelle commune de Ozenx-Montestrucq.

## Géographie
Montestrucq est un village du Béarn, situé au sud d'Orthez.

## Toponymie
Le toponyme Montestrucq apparaît sous les formes 
Montastruc (1385, censier de Béarn), 
Montatrucq (1793 ou an II) et 
Montestruc (1801, Bulletin des lois).

## Histoire
En 1385, Montestrucq comptait 45 feux et dépendait du bailliage de Larbaig. Au XVIe siècle, Montestrucq fut le chef-lieu d'un bailliage comprenant, outre la commune, l'Hôpital-d'Orion.

## Démographie
| 1793 | 1800 | 1806 | 1821 | 1831 | 1836 | 1841 | 1846 | 1851 |
| ---- | ---- | ---- | ---- | ---- | ---- | ---- | ---- | ---- |
| 483  | 435  | 465  | 540  | 589  | 570  | 617  | 554  | 485  |

| 1856 | 1861 | 1866 | 1872 | 1876 | 1881 | 1886 | 1891 | 1896 |
| ---- | ---- | ---- | ---- | ---- | ---- | ---- | ---- | ---- |
| 496  | 450  | 449  | 416  | 412  | 394  | 385  | 375  | 362  |

| 1901 | 1906 | 1911 | 1921 | 1926 | 1931 | 1936 | 1946 | 1954 |
| ---- | ---- | ---- | ---- | ---- | ---- | ---- | ---- | ---- |
| 356  | 353  | 347  | 284  | 266  | 229  | 222  | 214  | 199  |

| 1962 | 1968 | - | - | - | - | - | - | - |
| ---- | ---- | - | - | - | - | - | - | - |
| 188  | 158  | - | - | - | - | - | - | - |

## Pour approfondir